# 徳島市社会福祉センター
徳島市社会福祉センター（とくしまししゃかいふくしセンター）は、徳島県徳島市徳島町城内にある徳島市内の社会福祉に関する施設。

## 施設
福祉関係団体の事務局・会議室等として利用。徳島市老人クラブ連合会・徳島市母子寡婦福祉連合会・徳島市身体障害者連合会が入居している。徳島市中央公民館（徳島市立図書館）と隣接。
- 1F
  - 事務室
  - 会議室
  - 訓練室
- 2F
  - 相談室
- 3F
  - 娯楽室
  - 自由ルーム

## 交通
- 徳島市営バス・徳島公園前停留所より徒歩約3分。
- JR徳島駅より徒歩約15分。